# Aldeia da Pedra Branca
A aldeia da Pedra Branca era uma aldeia indígena localizada no atual município de Santa Teresinha, situado próximo à região do Recôncavo Baiano, no estado da Bahia, na bacia do rio Paraguaçu.

## História
A aldeia de Nossa Senhora de Nazaré da Pedra Branca teve sua origem no século XVI, a partir da única casa-forte construída sob o comando de Gabriel Soares de Sousa. “Esta construção fazia parte de um projeto maior, que visava formar as chamadas “muralhas do sertão”, barreiras estratégicas compostas por tribos indígenas relocadas, com o objetivo de conter os avanços de etnias consideradas mais perigosas, como os aimorés, também conhecidos como gren ou botocudos”.  No entanto, o projeto de casas-fortes não prosperou, e apenas essa fortaleza foi efetivamente construída, dando origem ao núcleo que se tornaria a aldeia de Pedra Branca.
Em 1700, a Coroa Portuguesa demarcou o aldeamento como parte dos esforços para cessar a Guerra dos Bárbaros, sendo este o marco oficial de sua fundação. Em 1758, com a implantação do Diretório Pombalino, a aldeia foi elevada à condição de vila, mas posteriormente retrocedeu ao status de distrito. Em 1850, foi novamente elevada a município, com a sede na Vila de Nossa Senhora da Conceição da Tapera, retornando a distrito em décadas posteriores.
A vila de Pedra Branca, subordinada à comarca de Cachoeira, estava cercada por diversos povoados e vilas, incluindo Tapera (atual Castro Alves), o núcleo político e econômico mais importante da região. Pedra Branca se destacava como um espaço de tensão constante, especialmente devido aos conflitos entre os interesses dos indígenas locais e as políticas centralizadoras da Câmara Municipal de Tapera. Esses embates revelam a resistência indígena diante das pressões políticas e econômicas do período.
Em 1830, Luiz José de Oliveira, diretor dos índios e escrivão da vila, elaborou uma descrição do local. Ele apontou que a vila existia há mais de 60 anos e localizava-se a 18 léguas de Maragojipe. A maioria das habitações era feita de palha, com exceção da casa do conselho (vereança) e da matriz.
Este aldeamento foi formado no século XVIII a partir da união de dois núcleos populacionais habitados por indígenas cariris e sapuiás: a aldeia de Nossa Senhora da Conquista da Pedra Branca e a aldeia de Caranguejo.
Em 1818, a Aldeia da Pedra Branca recebeu a visita do naturalista von Martius, que anotou registros da existência das
línguas faladas pelas duas etnias que habitavam a aldeia naquela época: os Cayriri (Kariri) e os Sabuja (Sapuyá).
A aldeia foi destruída, no século XIX, após seguidas guerras e revoltas, como a revolta que eclodiu entre os meses de junho e julho de 1834:

O outro caso teve maiores repercussões e aconteceu em Pedra Branca (hoje distrito de Santa Terezinha), quando uma revolta realizada por cerca de 300 índios explodiu entre os meses de junho e julho de 1834. O motivo da revolta foi a invasão dos terrenos destinados ao patrimônio indígena realizada com o apoio do juiz municipal do termo, Francisco de Oliveira Guedes. É bom notar que, à época, o irmão de Francisco Guedes, João de Oliveira Guedes, exercia o cargo de juiz de órfãos e, portanto, o de curador e procurador dos índios de Pedra Branca.
— André de Almeida Rego.

Em razão da destruição da aldeia, os indígenas tiveram de fugir desse território e se estabelecer, por décadas, em outras áreas, como a Aldeia Santa Rosa (situada no atual município baiano de Jequié), até serem reunidos, no final da década de 1930, na terra indígena Caramuru-Paraguaçu, segundo relato colhido por Curt Nimuendaju.
No lugar da antiga aldeia há uma localidade chamada Pedra Branca, distrito do município de Santa Teresinha, cuja população é formada por alguns dos remanescentes dos indígenas aldeados que se miscigenaram com outras populações.

## O impacto dos arrendamentos e da Lei de terras de 1850
No contexto das aldeias indígenas, como Pedra Branca, os arrendamentos e a Lei de Terras (1850) tiveram impacto significativo sobre a organização fundiária e as relações sociais. As terras das aldeias eram constituídas por uma légua em quadro e terrenos de foro, que podiam ser arrendados. Contudo, essas áreas tornaram-se espaços de conflitos, marcados por invasões de moradores adjacentes, recusa no pagamento de taxas de arrendamento e desvio dos recursos pelas câmaras municipais, que deveriam beneficiar os indígenas. Após a Lei de Terras, o governo imperial intensificou o controle sobre os limites fundiários, demandando relatórios provinciais sobre as aldeia.
A indefinição na demarcação de terras e a negligência das autoridades na gestão das propriedades indígenas exacerbaram a exploração econômica e social, tornando os arrendamentos um elemento de disputa e fragilização do controle indígena sobre seus territórios. Pois esse território se tornou ponto de interesses das elites locais,  já que” essa região era muito cobiçada por parte da elite agrária baiana, que aspiravam investir na produção cafeeira visto o potencial de cultivo dessa lavoura em terras úmidas e sombreadas, além da grande demanda no mercado internacional.
A expansão das fazendas, especialmente de gado, intensificava os conflitos com as comunidades indígenas, cujas terras demarcadas em "léguas em quadro" eram constantemente invadidas. Os indígenas eram forçados a se deslocar para regiões periféricas, embora mantivessem vínculos com suas aldeias originais. Essa pressão frequentemente resultava em violência, incluindo ataques autorizados pelos fazendeiros contra indígenas que entrassem em seus territórios.
Esses fatores levaram a uma intensificação de agentes estrangeiros em territórios indígenas,  que também é o caso da Aldeia de Pedra Branca,  tendo em vista que “com a nova legislação de terra, o processo de expansão agrícola impulsionou interiorização pela província baiana, responsável, assim, por levar um contingente de Imigrantes europeus para territórios indígenas, fortalecendo a pressão sobre esta população. Dessa forma, as relações entre as populações indígenas, imigrantes e autoridades locais, nos aldeamentos, cada vez mais, se acirraram.”  Portanto, dentro desse cenário de exploração e conflitos as  a resistência indígena fez presente. 

## Revoltas
A revolta na aldeia de Pedra Branca, em 1834, envolveu cerca de 300 indígenas que se mobilizaram por meses para denunciar a invasão de seus terrenos tradicionais e o apoio das autoridades locais aos invasores. Os indígenas acusaram o juiz municipal Francisco de Oliveira Guedes de tentar retirar seus direitos sobre as terras herdadas de seus antepassados, conforme registrado em uma correspondência enviada ao major José Antônio da Silva Castro. Guedes, era aliado dos grandes proprietários e utilizava seu poder político, inclusive por meio da Guarda Nacional, para beneficiar os posseiros.inclusea guarda nacional foi também elemento de descontentamento dos  indígenas de Pedra Branca.” Já que a  segunda metade do ano de 1833 foi uma época decisiva para a vila. O processo de eleição de juízes coincidiu com o alistamento na Guarda Nacional. Este é o início efetivo da nova instituição militar na localidade. A mudança e a sua importância são perfeitamente perceptíveis para todos. Os índios não aceitaram os nomes indicados para ocuparem o juízo de paz e reivindicaram alistamento na milícia cidadã."
O conflito reflete o cenário polarizado da época: de um lado, os indígenas reivindicando o direito às terras tradicionais garantidas pelo alvará de 1700; de outro, os grandes proprietários e posseiros, respaldados pelas forças repressivas e pelas políticas fundiárias do século XIX.
Nesse contexto que A aldeia de Pedra Branca, habitada pelos Kariri-Sapuyá, teve um papel significativo no contexto das lutas por autonomia e organização política no período pós-independência da Bahia. João Baitinga, nascido em 1804, é associado, ainda que de forma imprecisa em algumas fontes, à participação nas lutas pela independência, já que sua juventude coincidiu com esse momento histórico. O nome de Baitinga ganha destaque nos documentos a partir de 1834, durante a revolta supracitada e mais expressiva dos Kariri-Sapuyá.  Essa é tomada como uma das revoltas expressivas, mas é primordial ressaltar o caráter insubmisso dos Kariri-Sapuyá, nos quais faziam uso de estratégias de resistência dos Indígenas, que geralmente recorriam à revolta e à desobediência às autoridades locais como único meio para defender seus bens, principalmente “uma légua em quadro” de Terra, cuja terra os indígenas alegavam ser herança deixada por seus antepassados, assim Como mostrando as iniciativas das várias autoridades locais e provincial para submeter à Sua ordem os revoltosos e desobedientes indígenas.

## Hoje
Atualmente, muitos desses indígenas que fugiram compõem a maioria (cerca de 75%) dos que vivem na TI Caramuru-Paraguaçu e são genericamente designados como Pataxó Hã Hã Hãe (nome de um dos dois grupos que primeiro habitaram a terra indígena) e que enfrentam, há mais de vinte anos, um terrível conflito e uma demanda judicial pela retomada de suas terras, invadidas por fazendas.
O  índio Galdino, que morreu queimado em Brasília em 1997 - num crime bárbaro que ficou tristemente famoso - era um Cariri-Sapuiá.